# Catachlorops ferrugineus
Catachlorops ferrugineus är en tvåvingeart som först beskrevs av Barretto 1948.  Catachlorops ferrugineus ingår i släktet Catachlorops och familjen bromsar. Inga underarter finns listade i Catalogue of Life.